# Cosimo Aldo Cannone
Pour les articles homonymes, voir Cannone.
Cosimo Aldo Cannone, né le 20 mars 1984 à Brindisi en Italie, est un pilote italien, neuf fois champion du monde en Motonautisme.

## Biographie
Surnommé Alcan (De "Aldo Cannone") ou Le Cannon en raison de la rapidité de ses départs en coup de canon, Cosimo Aldo a été deux fois champion du monde en compétition dans la catégorie Bateau Endurance S1, après avoir remporté dans les années 2007 et 2008 le Championnat du Monde  UIM .